# Ралф дьо Боасиер
Ралф дьо Боасиер (на английски: Ralph de Boissière) е австралийски писател на произведения в жанра социална драма.

## Биография и творчество
Ралф Антъни Чалз дьо Боасиер е роден на 6 октомври 1907 г. в Порт ъф Спейн, Тринидад и Тобаго, в семейството на Арман дьо Боасиер, адвокат, и Мод Харпър, англичанка, която умира три седмици по-късно.
Учи в Куин Роял Колидж, където се запознава с руските класици. След дипломирането си работи като продавач и се включва в левицата и профсъюзната политика. Пише за първото литературно списание на Тринидад – „Бийкън“.
През 1935 г. се жени за Айви Алкантара (починала през 1984 г.) Имат две дъщери.
През 1947 г. губи работата си и не успява да намери друга поради политическата си дейност, заради което семейството се мести в Чикаго. Преселват се в Мелбърн през 1948 г., където работи като продавач и работник в автосервиз (1949 – 1955). В периода 1955 – 1960 г. опитва да работи като писател на свободна практика. През 1960 г. се установява на чиновническа длъжност като статистик в „Gas and Fuel Corporation“, от която се пенсионира през 1980 г. Включва се в Комунистическата партия на Австралия. Приема австралийско гражданство през 1970 г.
Първият му роман „Бисер от короната“ е издаден през 1952 г. В книгата представя борбите на работническата класа и стачката от 1937 г. в Тринидад, приключила с брутална полицейска стрелба.
Автор е на още няколко романа със социална насоченост. Те стават популярни и са издадени предимно в Източна Европа и Китай.
През 2007 г. се жени за дългогодишната си спътничка д-р Ани Грейт. През ноември 2007 г. е обявен за доктор хонорис кауза от Университета на Тринидад и Тобаго.
Ралф дьо Боасиер умира на 16 февруари 2008 г. в Мелбърн.
Посмъртно е публикувана автобиографията му „Живот на ръба“. Литературният му архив се съхранява в Националната библиотека на Австралия.

## Произведения

### Самостоятелни романи
- Crown Jewel (1952; 1981)
Бисер от короната, изд.: „Народна култура“, София (1960), прев. Тодор Вълчев
- Rum and Coca-Cola (1956, 1984)
- No Saddles for Kangaroos (1964)
- Call of the Rainbow (2007)

### Документалистика
- The Autobiography of Ralph de Boissière: Life on the Edge (2010)